# Anke Behmer
Anke Behmer, nata Anke Vater (Stavenhagen, 5 giugno 1961), è un'ex multiplista tedesca orientale.

## Biografia
Nel 1982 prese parte ai campionati europei di atletica leggera di Atene classificandosi quarta nell'eptathlon. L'anno successivo, ai mondiali di Helsinki su medaglia di bronzo nella medesima specialità.
Nel 1984 avrebbe dovuto partecipare ai Giochi olimpici di Los Angeles, ma la Repubblica Democratica Tedesca aderì al boicottaggio sovietico in risposta al boicottaggio statunitense all'Olimpiade precedente, impedendo ai suoi atleti la partecipazione olimpica.
Nel 1986 fu campionessa europea ai campionati di Stoccarda, facendo registrare il nuovo record della manifestazione, e nel 1987 si classificò quarta ai mondiali di Roma.
Nel 1988, ai Giochi olimpici di Seul, conquistò la medaglia di bronzo nell'eptathlon con il punteggio di 6858 punti, suo primato personale.

## Progressione

### 200 metri piani
| Stagione | Tempo | Luogo          | Data      | Rank. Mond. |
| -------- | ----- | -------------- | --------- | ----------- |
| 1989     | 23"32 | Tønsberg       | 15-7-1989 |             |
| 1988     | 23"10 | Seul           | 15-7-1988 |             |
| 1987     | 23"30 | Götzis         | 23-5-1987 |             |
| 1986     | 23"46 | Stoccarda      | 29-8-1986 |             |
| 1985     | –     | –              | –         | –           |
| 1984     | 23"20 | Potsdam        | 20-7-1984 |             |
| 1983     | 23"44 | Neubrandenburg | 21-5-1984 |             |

### 800 metri piani
| Stagione | Tempo   | Luogo     | Data      | Rank. Mond. |
| -------- | ------- | --------- | --------- | ----------- |
| 1989     | 2'10"31 | Cottbus   | 20-8-1989 |             |
| 1988     | 2'04"20 | Seul      | 24-9-1988 |             |
| 1987     | 2'06"36 | Götzis    | 24-5-1987 |             |
| 1986     | 2'03"96 | Stoccarda | 30-8-1986 |             |
| 1985     | –       | –         | –         | –           |
| 1984     | 2'03"76 | Potsdam   | 21-7-1984 |             |
| 1983     | 2'05"64 | Helsinki  | 9-8-1983  |             |

### 100 metri ostacoli
| Stagione | Tempo | Luogo          | Data      | Rank. Mond. |
| -------- | ----- | -------------- | --------- | ----------- |
| 1989     | 13"22 | Götzis         | 17-6-1989 |             |
| 1988     | 13"11 | Talence        | 16-7-1988 |             |
| 1987     | 13"41 | Dresda         | 6-6-1987  |             |
| 1987     | 13"41 | Götzis         | 23-5-1987 |             |
| 1986     | 13"25 | Stoccarda      | 29-8-1986 |             |
| 1985     | –     | –              | –         | –           |
| 1984     | 13"30 | Potsdam        | 20-7-1984 |             |
| 1983     | 13"38 | Neubrandenburg | 21-5-1983 |             |

### Salto in alto
| Stagione | Misura | Luogo    | Data      | Rank. Mond. |
| -------- | ------ | -------- | --------- | ----------- |
| 1989     | 1,84 m | Tønsberg | 15-7-1989 |             |
| 1988     | 1,84 m | Götzis   | 18-6-1988 |             |
| 1987     | 1,87 m | Götzis   | 24-5-1987 |             |
| 1987     | 1,87 m | Götzis   | 23-5-1987 |             |
| 1986     | 1,87 m | Götzis   | 24-5-1986 |             |
| 1985     | –      | –        | –         | –           |
| 1984     | 1,86 m | Potsdam  | 20-7-1984 |             |
| 1983     | 1,86 m | Helsinki | 8-8-1983  |             |

### Salto in lungo
| Stagione | Misura | Luogo          | Data      | Rank. Mond. |
| -------- | ------ | -------------- | --------- | ----------- |
| 1989     | 6,76 m | Tønsberg       | 16-7-1989 |             |
| 1988     | 6,79 m | Talence        | 17-7-1988 |             |
| 1987     | 6,69 m | Dresda         | 7-6-1987  |             |
| 1986     | 6,79 m | Stoccarda      | 30-8-1986 |             |
| 1985     | –      | –              | –         | –           |
| 1984     | 6,84 m | Potsdam        | 21-7-1984 |             |
| 1983     | 6,76 m | Neubrandenburg | 22-5-1983 |             |

### Getto del peso
| Stagione | Misura  | Luogo          | Data      | Rank. Mond. |
| -------- | ------- | -------------- | --------- | ----------- |
| 1989     | 14,91 m | Cottbus        | 19-8-1989 |             |
| 1988     | 14,38 m | Seul           | 23-9-1988 |             |
| 1988     | 14,38 m | Götzis         | 18-6-1988 |             |
| 1987     | 14,06 m | Götzis         | 23-5-1987 |             |
| 1986     | 14,56 m | Götzis         | 24-5-1986 |             |
| 1985     | –       | –              | –         | –           |
| 1984     | 15,11 m | Potsdam        | 5-5-1984  |             |
| 1983     | 14,48 m | Neubrandenburg | 21-5-1983 |             |

### Lancio del giavellotto
| Stagione | Misura  | Luogo          | Data      | Rank. Mond. |
| -------- | ------- | -------------- | --------- | ----------- |
| 1989     | 42,58 m | Tønsberg       | 16-7-1989 |             |
| 1988     | 44,54 m | Seul           | 24-9-1988 |             |
| 1987     | 38,54 m | Dresda         | 7-6-1987  |             |
| 1986     | 40,24 m | Stoccarda      | 30-8-1986 |             |
| 1985     | –       | –              | –         | –           |
| 1984     | 37,82 m | Neubrandenburg | 3-6-1984  |             |
| 1983     | 37,84 m | Helsinki       | 9-8-1983  |             |

### Eptathlon
| Stagione | Punteggio | Luogo     | Data      | Rank. Mond. |
| -------- | --------- | --------- | --------- | ----------- |
| 1989     | 6686 p.   | Götzis    | 18-6-1989 |             |
| 1988     | 6858 p.   | Seul      | 24-9-1988 |             |
| 1987     | 6692 p.   | Götzis    | 24-5-1987 |             |
| 1986     | 6717 p.   | Stoccarda | 30-8-1986 |             |
| 1985     | –         | –         | –         | –           |
| 1984     | 6775 p.   | Potsdam   | 21-7-1984 |             |
| 1983     | 6532 p.   | Helsinki  |           |             |

## Palmarès
| Anno | Manifestazione  | Sede      | Evento         | Risultato | Prestazione | Note                                                             |
| ---- | --------------- | --------- | -------------- | --------- | ----------- | ---------------------------------------------------------------- |
| 1982 | Europei         | Atene     | Eptathlon      | 4ª        | 6390 p.     |                                                                  |
| 1983 | Mondiali        | Helsinki  | Eptathlon      | Bronzo    | 6532 p.     |                                                                  |
| 1986 | Europei         | Stoccarda | Eptathlon      | Oro       | 6717 p.     | Record dei campionati · Miglior prestazione personale stagionale |
| 1987 | Mondiali        | Roma      | Eptathlon      | 4ª        | 6460 p.     |                                                                  |
| 1988 | Giochi olimpici | Seul      | Salto in lungo | dns       |             |                                                                  |
| 1988 | Giochi olimpici | Seul      | Eptathlon      | Bronzo    | 6858 p.     | Miglior prestazione personale                                    |